# فردریک کامنال
فردریک کامنال (انگلیسی: Frederic Cumenal) (زاده ۱۹۶۰) کارآفرین، بازرگان و مدیر ارشد اجرایی آمریکایی فرانسوی‌تبار است، که در حال حاضر به‌عنوان مدیر عامل اجرایی شرکت تیفانی اند کو. فعالیت می‌کند.